# Zigeunermuziek
Zigeunermuziek kan in twee hoofdgroepen verdeeld worden:
1. muziek die in zigeunerstijl gemaakt wordt door zowel Roma en Sinti als door anderen, en
2. muziek die Roma en Sinti maken in eigen kring.

De eerste betekenis is de bekendste: de violist die in een restaurant aan je tafeltje komt en vervolgens Otsji Tsornije (Zwarte Ogen) in zigeunerstijl speelt, is daar een voorbeeld van. Zigeunermuziek kreeg ook wereldwijde bekendheid in de vorm van gipsyjazz, een jazzstijl die vooral onder invloed van Django Reinhardt en Stéphane Grappelli populair werd.
De zigeunermuziek voor eigen kring is veel minder bekend. Hier geen violen met zwaar vibrato en een virtuoze cimbalom, maar veel vocale muziek en percussie. Voorbeelden zijn de groepen Kalyi Jag en Parno Graszt uit Hongarije.

## Soorten zigeunermuziek
De muziek van de Roma heeft het verloop van hun omzwervingen op de voet gevolgd. Hun oudste vorm van muziek maken komt nog voor bij de nomadisch levende Roma. Alle latere vormen zijn ontstaan uit een kruisbestuiving tussen de speelwijze van de Roma en de lokale volksmuziek. In grote trekken onderscheidt men:
- de oorspronkelijke volksmuziek van de nomadische Roma
- zigeunermuziek uit Midden- en Oost-Europa
- zigeunermuziek uit Spanje: flamenco
- zigeunermuziek uit andere landen, waaronder het Midden-Oosten
- gipsyjazz

### Oorspronkelijk
De volksmuziek van de nomadisch levende Roma wordt louter gezongen en dient alleen voor eigen gebruik. Zij bestaat uit langzame, vaak klagende, liederen en uit snelle liederen die worden begeleid met tongklakken, scanderen van enkele lettergrepen, slaan met lepels en andere eenvoudige begeleidingstechnieken, maar wordt nooit instrumentaal begeleid. Toch is ook deze oorspronkelijke volksmuziek niet helemaal onbeïnvloed gebleven. Hier en daar kan men het typische estam-ritme (de after-beat) van de Hongaarse zigeunermuziek horen en soms liggen de gezongen melodieën dicht tegen die van de bekende instrumentale zigeunermuziek aan.

### Midden-Europees
De muziek uit Midden- en Oost-Europa is de muziek die in West-Europa met name bekendstaat als zigeunermuziek. In sommige Midden-Europese landen wil men er echter niet van horen dat de ontwikkeling van de eigen volksmuziek in handen van Roma is geweest. Men spreekt daar liever van Hongaarse of Roemeense volksmuziek. Roma en Sinti erkennen bovendien soms alleen de door eigen mensen gespeelde muziek als "zigeunermuziek", ongeacht hoe goed een kapel van Hongaarse of Russische muzikanten het zigeuneridioom ook beheerst. In het licht van deze controverses wordt deze soort zigeunermuziek hier beschreven als volksmuziek uit Midden- en Oost-Europa, op zigeunerwijze gespeeld, onafhankelijk of dit gebeurt door Roma of niet-Roma. De muziek wordt altijd uit het hoofd gespeeld, is voornamelijk instrumentaal en wordt meestal door de strijkers voorgedragen, behalve in de Roemeense muziek waar de panfluit een hoofdrol speelt. De begeleiding wordt verzorgd door verscheidene instrumenten, maar omvat bij voorkeur een cimbalom en een contrabas (nagy bőgő).

### Spaans
Andalusië werd eeuwenlang door de Moren uit Noord-Afrika overheerst. Uit die islamitische traditie stamt de cante flamenco, een uit Arabische bron voortgekomen wijze van zingen. Deze zangwijze werd door de Roma overgenomen en wordt nu als een typische uiting van zigeunercultuur gezien. Hij heeft zich ontwikkeld tot een genre met een virtuoze gitaarbegeleiding. Daarbij zorgt de gitaar ook voor hartstochtelijke voor-, na- en tussenspelen. Verder wordt er dans aan toegevoegd, begeleid door het karakteristieke geluid van castagnetten. Het geheel vormt een wervelende voorstelling van dans en muziek, die echter bestemd is voor niet-Roma als toehoorders.
De liederen hebben vaak een droevige tekst, waarbij melodie en recitatief elkaar afwisselen. Er wordt soms ritmisch, soms rubato voorgedragen en er komen veel tempowisselingen voor. De toonsoorten stammen voornamelijk uit Arabië, maar komen ook in India en Iran voor.

### Andere landen
In Turkije en Noord-Afrika bestaat een zigeunerensemble van oudsher uit twee muzikanten: de één bespeelt de surna, een hobo-achtig instrument, de ander bespeelt de beide zijkanten van een grote trommel. Deze combinatie vertegenwoordigt de oudste vorm van volksmuziek, waarbij steeds één melodie-instrument en één begeleidingsinstrument aanwezig is. In de Afrikaanse landen speelt men geen oorspronkelijke zigeunermuziek, maar vertolkt op eigen wijze de volksmuziek van het gebied.
In Frankrijk houden verschillende Romagroepen een jaarlijkse bijeenkomst; daar wordt vaak muziek gespeeld die kan worden opgevat als een variant op de gipsyjazz.

### Gipsyjazz
Over gipsyjazz kan men van mening verschillen. Is het een aparte categorie muziek of is het een bijzondere soort jazz? Dit laatste geldt zeker voor de muziek van het Quintette du Hot Club de France. Hoewel de drijvende kracht achter de Hot Club, Django Reinhardt, een Sinto was, klinkt de muziek van Hot Club de France toch voornamelijk als jazz. In recenter tijd zijn er echter muzikanten zoals de violist Schuckenack Reinhardt, de spelers van het Rosenberg Trio, de Basily Gipsy Band en de Paulus Schäfer Gipsy Band, die veel nummers uit het zigeunerrepertoire op jazzachtige wijze vertolken.

## Het Midden-Europese zigeunerorkest

### Basisbezetting

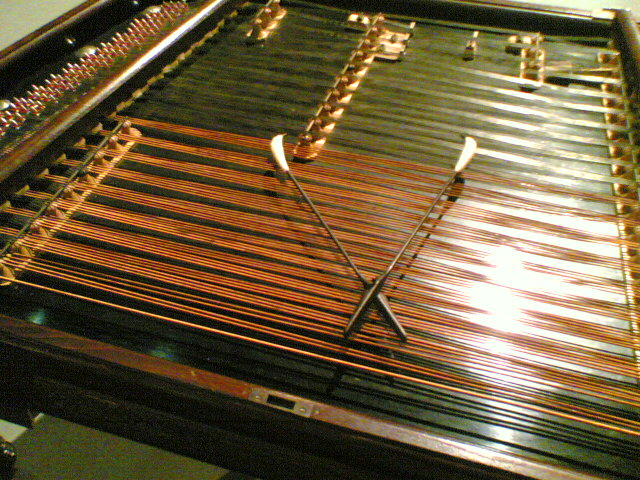
Het cymbaal verzorgt de harmonieën

De kleinst denkbare bezetting waarmee zigeunermuziek uitgevoerd kan worden is het trio viool, cimbalom en contrabas. Een duo van viool en piano kan tot zigeunermuziek leiden, maar geeft niet die schok van herkenning. Dankzij de begeleiding in de basisbezetting, kan de muziek boven het peil van eenvoudige volksmuziek worden uitgetild. De violist kan zo mooi spelen als hij wil, een deel van de schoonheid van de melodie komt voort uit de harmonieën die het cymbaal eraan toevoegt.

#### Rol van viool en cymbaal
De primas, letterlijk de eerste violist, is tegelijkertijd orkestleider en solist. Hij bepaalt de melodie, de toonaard en het tempo. Wisselingen van tempo geeft hij aan met zijn stokvoering en met subtiele lichaamsbewegingen. Hij wordt daarbij actief gesteund door de cymbalist. Diens akkoorden worden arpeggio gespeeld. De cymbalist slaat bij snelle delen het felle ritme aan en schept bij rustige melodieën de rustieke sfeer die bij de muziek hoort. Van deze twee, de viool en het cymbaal, heeft de componist Liszt eens gezegd:
'Samen oefenen ze het recht uit om de muziek gestalte te geven. De viool ontwikkelt de melodie, hij fraseert en neemt orgelpunten. Het cymbaal geeft het ritme aan, verzorgt de versnellingen en vertragingen en beïnvloedt het volume.'

#### Rol van de bas

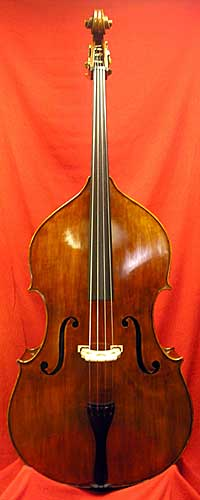
De bas vormt de basis waar deze muziek op rust

De bassist ondersteunt dat alles met zijn diepe grondtoon. Hij tilt de muziek als het ware op en geeft er basis aan. In de snelle delen markeert hij het tempo met zijn korte en krachtige streken. In de langzame melodieën 'zoekt' hij soms naar de juiste toon door er glissando naartoe te glijden, maar pakt de gevonden toon dan stevig beet: er is haast geen indrukwekkender toon dan die van een bassist in een Hongaarse lassan of een Roemeense doïna. Zonder bas klìnkt zigeunermuziek niet, en ontbeert zij een ziel.

### Bezetting van de zigeunerkapel
In een zigeunerkapel wordt de basisbezetting uitgebreid met verschillende andere instrumenten.

#### Tweede viool of kontras
De muziek wint veel aan zeggingskracht als er een tweede viool wordt toegevoegd. De tweede viool of kontras volgt in alles de primas en vult de melodieën aan met een tweede stem of met tegenmelodieën. Een goede kontras speelt ook tweesnarig tweede en derde stemmen. Veel van die stemmen worden op het gehoor gevormd, maar als het moeilijk wordt, zal de kontras zijn begeleiding thuis uitzoeken en voor zichzelf opschrijven; hij zal zo'n partij echter nooit van blad spelen.
In de snelle delen volgt de kontras vaak een andere strategie: hij speelt tweetonige akkoorden op het lichte maatdeel, zoals de afterbeat in de jazzmuziek klinkt. Tussen de bas die de hoofdmaat accentueert en de tweede viool die de tegenmaat aangeeft ontstaat dan een ijzersterk ritme, dat in de zigeunermuziek estam genoemd wordt.

#### Bratsch

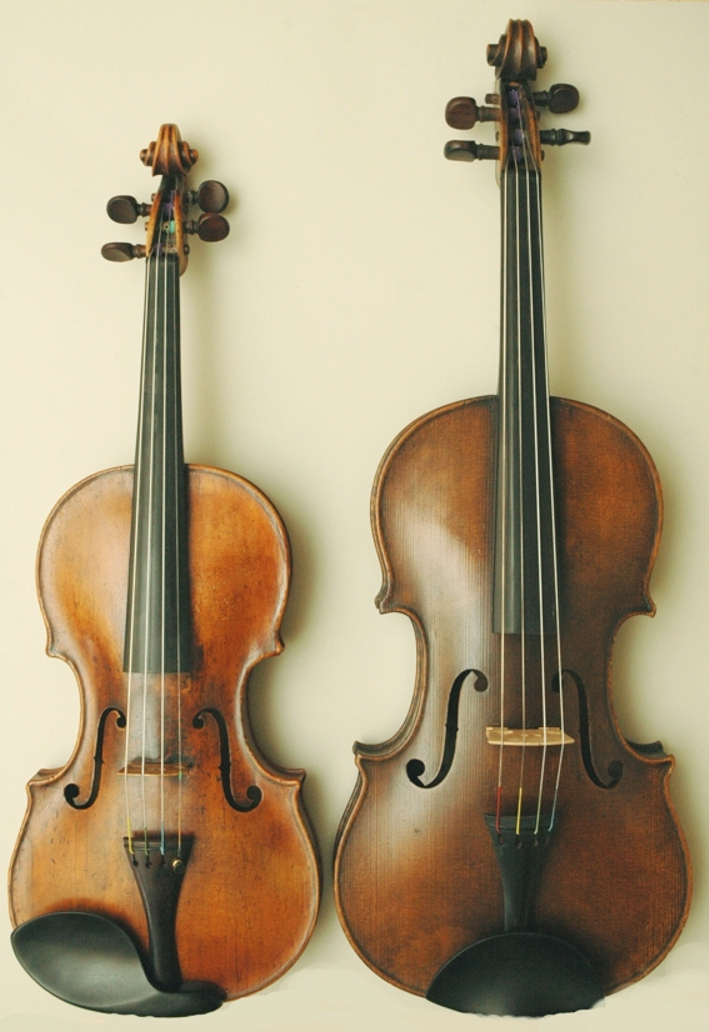
De altviool, die wat groter is dan de viool, steunt de begeleiding

In een groter orkest komt er nog een altviool of bratsch bij die in de snelle delen de ritmische functie overneemt, zodat de kontras ook daar zijn tweede stemmen kan blijven spelen. De altviool doet dan dienst als napikker of naplukker. In de langzame delen vult hij een deel van de harmonieën in.
In sommige zigeunerorkesten heeft de bratsch slechts drie snaren, die over een vlakke kam lopen. Daarmee kunnen driesnarige akkoorden worden gemaakt, zodat de estam volledige drie- en vierklanken kan omvatten. Het cymbaal heeft dan meer vrijheid om zijn eigen melodische lijnen aan het geheel toe te voegen.

#### Cello
De taak van de altviool kan ook door een cello worden uitgevoerd. Door zijn grotere volume kan dan een sterk estamritme worden neergezet, terwijl in de langzame delen een rijk coloriet voor de harmonische invulling ter beschikking staat. Ook heeft men er een solist bij, die vooral in de romances en de ballades een eigen bijdrage kan leveren. Een enkele keer komt het voor dat een cello de rol van primas vervult.

#### Piano
Bij grotere orkesten, vooral in het Westen, wordt aan deze combinatie een piano toegevoegd die in deze bezetting niet veel meer doet dan het ritme en de akkoordenloop versterken. Hongaarse en Roemeense orkesten verlaten zich helemaal op het cymbaal. In het orkest van Tata Mirando daarentegen, speelt de piano een belangrijke rol in de begeleiding. Daar wordt dan een gitaar van zwaar model (een cymbaalgitaar) aan toegevoegd waardoor een geheel eigen geluid ontstaat.
In zo'n grote bezetting kunnen bas, naplukker en piano worden vergeleken met de ritmesectie van een jazz-orkest: ze bouwen het ritme en de akkoordenloop op, maar krijgen zelden of nooit een solofunctie, die wordt vervuld door de viool en het cimbaal. Als het cimbaal ontbreekt, krijgt de piano een meer vooraanstaande functie, maar ook dan is daarvan zelden solistisch werk te verwachten.
De leden van de ritmesectie letten intensief op de solist en volgen hem op de voet. Dat heeft te maken met het spelen zonder blad: alleen het volgen van de melodie en van de gebaren van de solist kunnen het orkest bij elkaar houden.

#### Klarinet
In orkesten die zich toeleggen op de Hongaarse zigeunermuziek komt bovendien een klarinet voor. Hij speelt dezelfde melodie als de primas, maar heel anders: met trillers en versierde passages draagt hij de melodie voor. Soms omspeelt hij de melodie of geeft op zijn eigen manier de harmonieën weer. Ook neemt hij van tijd tot tijd de rol van de solist over en speelt dan een variatie van eigen makelij.

#### Panfluit

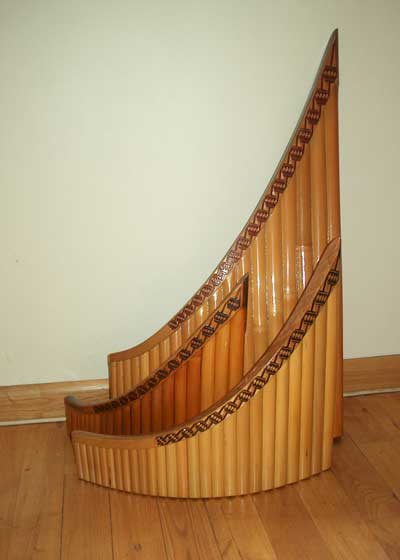
De panfluit in drie verschillende formaten

In veel Roemeense orkesten neemt de panfluit, of nai, de plaats van de primas in. Er is vaak wel een viool, maar die houdt zich voornamelijk bezig met de begeleiding en krijgt maar af en toe een solo toebedeeld. De panfluit is bij uitstek geschikt om de felle Roemeense dansen, met hun vaak ingewikkelde ritme, te vertolken en geeft een heel eigen charme aan de langzame nummers, zoals de doïna. Hij versiert de melodieën op net zo'n rijke wijze als de Hongaarse primas en heeft net als hij een gamma van klankkleuren ter beschikking. Een veel gebruikt effect is het laten afzakken van de toon en het tijdig op hoogte terugbrengen, gepaard gaande met een verandering van timbre. Dergelijke klankeffecten hebben het instrument zeer populair gemaakt, waarbij spelers als Gheorghe Zamfir en Nicolae Pirvu een belangrijke rol hebben gespeeld.

#### Accordeon
In Roemeense bezettingen komt soms een accordeon voor. Die vervult in grote trekken de functie van de naplukker, vooral als er geen viool aanwezig is. Hij verzorgt af en toe solo's, vooral in doïna's waar hij een geheel eigen idioom en klankkleur weet te treffen.

### Grotere bezettingen
Met bovengenoemde bezettingen, tot aan zo'n zeven of acht spelers, is een grens bereikt. Grotere bezettingen klinken niet authentiek meer. De muziek verliest zijn spontaniteit, omdat het niet meer mogelijk is de primas van moment tot moment te blijven volgen. Er moet dan met geschreven partijen gewerkt worden en de muziek wordt niet meer spontaan opgebouwd door de samenwerking van muzikale natuurtalenten. Ook als er niet van blad gespeeld wordt, is de muziek zijn onschuld kwijt en klinkt voor wat het is: een uit het hoofd geleerde partij.

### Samenspel
Het perfecte samenspel van een zigeunerorkest berust op een duidelijke taakverdeling. Er zijn altijd twee groepen te onderscheiden: die voor de melodie en die voor de begeleiding. Die groepen kunnen van melodie tot melodie verschillen en zelfs binnen één melodie van samenstelling veranderen, maar op ieder tijdstip staat vast wie aan de melodie en wie aan de begeleiding bijdraagt.
Hoe komt zoiets tot stand? Al spelend herinnert de primas zich een versieringsmotiefje en probeert dat uit. Op een andere plaats wordt er gestopt om een effect te bespreken. Cymbalist en pianist overleggen dan over een akkoordovergang en het stuk begint meer vorm te krijgen. Die vorm verandert tijdens de uitvoeringen en na een aantal malen kristalliseert hij zich uit. Dat is een van de charmes van de zigeunermuziek: iedere keer klinkt hij anders. Soms zó anders dat hij nauwelijks meer herkenbaar is.
Roma kunnen bepaalde stijlmiddelen heel effectief gebruiken. De primas roept bijvoorbeeld bij een gevoelvol refrein 'ketö', dat 'met zijn tweeën' betekent. De begeleiding stopt en alleen de viool en het cymbaal gaan verder. Aan het eind van de zin is er even een hoofdknik en de volle begeleiding komt er weer in. Zo kan ook een cello-solo met alleen pianobegeleiding worden ingezet, pas bij het refrein zet het hele orkest in. Of de panfluit speelt een inleiding zonder begeleiding, voordat het eigenlijke stuk begint. Vooral in een ruime akoestiek met wat nagalm kan dat heel effectvol zijn.

## Instrumenten
De meeste instrumenten in het zigeunerorkest worden ook in klassieke orkesten of andere ensembles gebruikt. De piano en de cello worden hier dan ook niet beschreven en de viool en de bas alleen voor zover ze afwijken van de gebruikelijke typen. Het cymbaal en de panfluit zijn echter instrumenten die oorspronkelijk alleen in een zigeunerorkest voorkomen.

### Viool

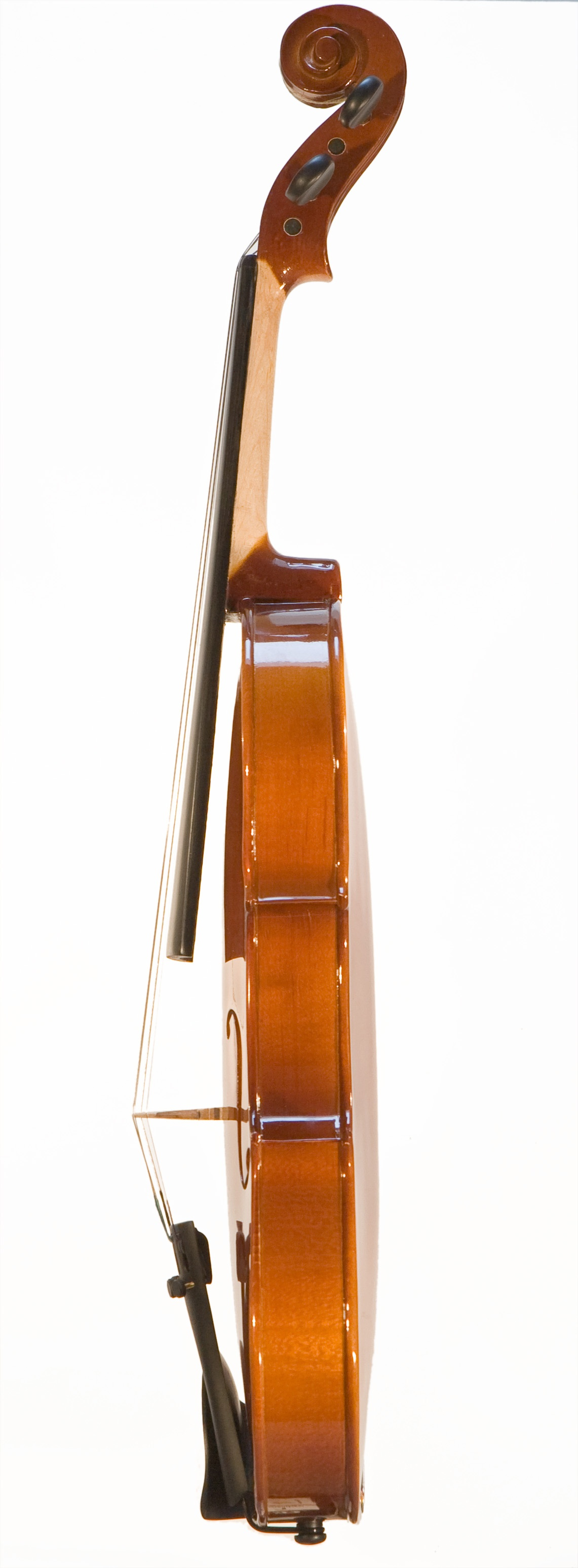

Zigeunermuzikanten hebben een voorkeur voor violen met een wat nasale en donkere klank. Daar weten ze een heel eigen geluid aan te ontlokken, zodat de luisteraar de indruk krijgt dat hij een speciale 'zigeunerviool' hoort, maar dat is niet zo. De gebruikte violen zijn in het algemeen dun van blad, de klassieke musicus zou ze 'hol' van klank vinden.
Soms worden deze violen bewerkt, wat er meestal op neerkomt dat de dikte van het voor- en achterblad wordt verminderd en het profiel van de bladen wat wordt gewijzigd. Daarmee wordt de klank nog verder naar het typische geluid van de 'zigeunerviool' verschoven. Ook het geluidsvolume van de viool kan daardoor toenemen.
Bekende Romaviolisten, zoals Pali Lakatos, Lajos Veres, Gregor Serban, de primas van Tata Mirando, Roby Lakatos en anderen, laten deze speelwijze in extenso horen.

### Bas
Ook de bas die in een zigeunerensemble wordt gebruikt is niet anders dan die in klassieke orkesten wordt toegepast. Wel wordt er bij voorkeur met een Duitse stok gespeeld waardoor er bij het strijken een flinke druk kan worden uitgeoefend. Zigeunermuziek vraagt nu eenmaal om een zware bas.
Heel mooi is ook de klank van een bas met darmsnaren; zo'n bas in een klein orkest laat een prachtige toon horen die het geluid van het ensemble duidelijk een extra glans geeft.

### Cymbaal
Het meest karakteristieke instrument van een zigeunerorkest is de cimbalom.

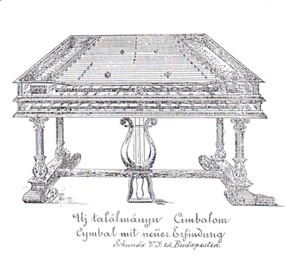
Cymbalom

Als men het speelvlak van boven bekijkt, valt het op hoe gecompliceerd de noten over de snaren zijn verdeeld. Er worden op deze manier zo veel mogelijk tonen op een klein oppervlak samengebracht, maar wel met een chaotische ligging van de noten als gevolg. Het is dan ook moeilijk om het instrument te leren bespelen. Bovendien heeft iedere toonaard zijn eigen ligging en moet opnieuw worden aangeleerd. Ook de slagtechniek, waarbij met slechts twee hamertjes veeltonige akkoorden worden gevormd, is niet eenvoudig. Toch slaagt een goede zigeunercymbalist er in om een rijke ornamentiek aan de begeleiding mee te geven en treedt daarnaast ook als solist op.

### Taragot
In een Roemeens orkest komen nog andere instrumenten voor, zoals de taragot, de herdersfluit, de doedelzak, de caval en enkele andere. Daarvan is de taragot de voornaamste en de enige die de complete mogelijkheden van een modern orkestinstrument in zich heeft. De taragot is, net als het cymbaal, aan het eind van de negentiende eeuw door de firma Schunda in Boedapest ontwikkeld. Het is een op het oog groot formaat klarinet met de eigenschappen van een sopraansaxofoon. Hij heeft daardoor een weemoedige klank, die hem uitstekend geschikt maakt voor het weergeven van romances en langzame Roemeense dansen.
De taragot is dus van oorsprong een Hongaars instrument, maar hij is in Hongarije bijna uitgestorven. Hij kan voor een welkome afwisseling bij een uitvoering van Hongaarse zigeunermuziek zorgen.

### Panfluit

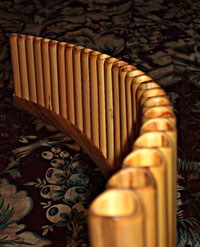
Door de panfluit op verschillende manieren aan te blazen kan de klankleur gewijzigd worden

De panfluit is een van de oudste instrumenten van de mensheid. In het moderne instrument zijn alle tonen van een majeurtoonladder aanwezig. Bovendien kunnen door een verandering in het aanblazen ook alle tussengelegen halve tonen gemaakt worden, zodat het alle mogelijkheden van een hedendaags blaasinstrument in zich heeft. Ook kwarttonen en andere afwijkingen van een hoofdtoon staan ter beschikking, zodat (net als bij de zigeunerviool) een toon te laag kan worden ingezet en naar de hoofdtoon toegetrokken.
Ook allerlei andere variaties zijn mogelijk, zoals het laten zakken van de toon en weer terugkomen op de hoofdtoon. Bovendien kan al blazend de klankkleur gewijzigd worden. Deze mogelijkheden, gepaard met de wat melancholieke toon, heeft het instrument populair gemaakt, ook buiten de zigeunermuziek.

### Publiek
In de zigeunermuziek vormt het publiek net zo goed een deel van het instrumentarium als de viool, de bas of het cymbaal. Zigeunermuziek kan niet zonder publiek, of zoals Franz Liszt al zei:
'De zigeuner identificeert zijn emotie met die van het publiek. Hij speelt schijnbaar in zichzelf verzonken, maar in werkelijkheid wordt hij gedragen door zijn toehoorders.'
Een zigeunerkapel waar niet naar geluisterd wordt, zakt weg in een mechanisch spelende routine. Maar een beetje meeleven, een waarderende opmerking of een weinig applaus zijn voldoende om een ongeïnteresseerde kapel wakker te schudden en tot een geïnspireerd orkest om te vormen.

## Idioom

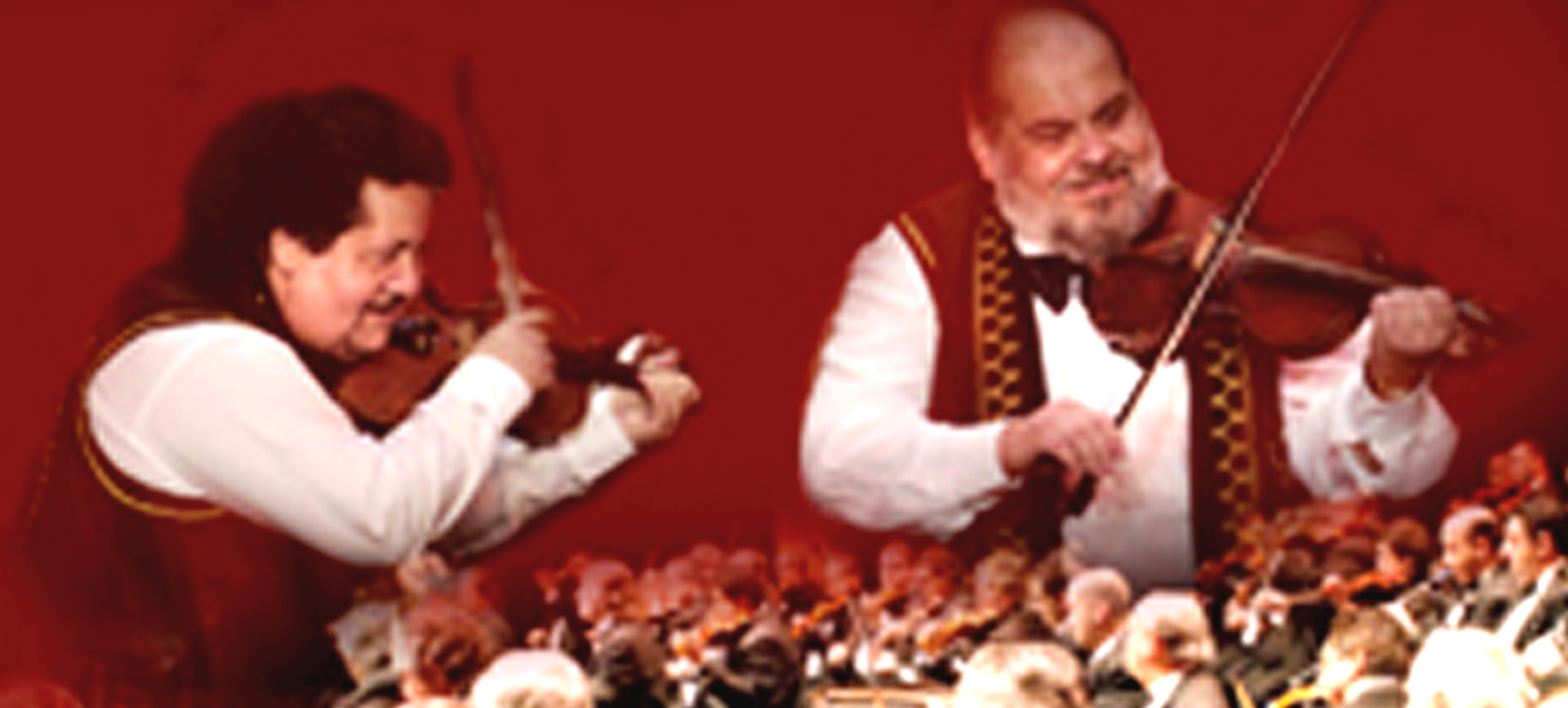
Het idioom van de zigeunermuziek wordt voornamelijk bepaald door de manier van spelen

Een zigeunerviolist en een orkestmusicus spelen allebei viool, maar er zijn grote verschillen. Het idioom van de zigeunermuziek heeft voor een deel te maken met de klankkleur van het orkest. De combinatie van de heldere klank van het cymbaal met de weemoedige toon van de viool en de diepe toon van een bas maken de muziek herkenbaar. Het wordt echter pas zigeunermuziek door de wijze waarop de melodie wordt voorgedragen en door de karakteristieke wijze waarop die melodie wordt begeleid.

### Melodie
De zigeunermuziek onderscheidt zich van de oorspronkelijke volksmuziek door zijn rijke en soms oriëntaalse versiering. De Roma gaat daarbij erg vrij met de oorspronkelijke thema's om. Als het uitgangspunt een gezongen tekst is, vergeet hij die tekst totaal. Hij neemt aanlopen, blijft staan waar hem dat invalt, trekt de melodieën uit elkaar en vervormt ze naar eigen goedvinden. Het kan zelfs gebeuren dat door alle versieringen, omspelingen, vertragingen en versnellingen de oorspronkelijke melodie onherkenbaar wordt. Alles staat in dienst van een gevoelvolle weergave: de melodie is ondergeschikt, de vertolking is alles. Dat begint al met het spelen van één toon. Een Roma zal nooit zomaar een wat langere a spelen. Hij gaat naar die a toe met een omspeling, met een aantal unisone inzetten, hij neemt een glissando of zet met een loopje in. Op zijn minst zet hij een kwarttoon te laag in en trekt de toon bij.
Er blijft dan nog één aspect over dat van belang is voor het idioom van de zigeunermuziek, maar niet in een notenbeeld te vangen is. Dat is de toon die de violist aan zijn viool weet te ontlokken. Die toon is zo karakteristiek dat het lijkt of Roma op een andere viool spelen dan andere musici. Natuurlijk speelt het optrekken en glijden met de toon een belangrijke rol, met afwijkingen van een kwarttoon of meer. Ook het zware vibrato dat door zigeunerviolisten wordt gebruikt is van belang. Maar bovenal heeft de toon van de zigeunerviool een eigen omfloerste klank die door stokvoering en vingerzetting wordt veroorzaakt. Dat is het geheim van een idioom dat alleen kan worden overgebracht aan degene die het al heeft: het is als het accent dat iemand als kind meekrijgt en dat later nauwelijks meer aan te leren valt.

### Begeleiding
Wat hierboven staat over de melodie geldt ook voor de begeleiding. Een zigeunermuzikant volgt niet altijd de harmonische structuur van de oorspronkelijke muziek. Hij zal eigen akkoorden tussenvoegen en waar mogelijk de oorspronkelijke harmonieën vervangen door een kleurrijker akkoord, liefst met een oriëntaals tintje.
De volgende elementen zijn kenmerkend:
- Er wordt vaker van akkoord gewisseld dan in het origineel het geval was.
- Er worden harmonische overgangen ingelast die in het origineel niet voorkwamen.
- Een harmonische overgang die in het origineel wél voorkomt, krijgt dezelfde nadruk als zo’n ingelaste overgang en wekt daarmee de indruk ook tot het zigeuneridioom te behoren.
- Aan het einde van de melodie wordt soms een overgangsakkoord toegevoegd als voorbereiding voor de herhaling van de melodie.
- De toegevoegde harmonieën zijn vaak verminderde akkoorden die ingegeven zijn door de oriëntaalse afkomst van de muziek.

De begeleiding klinkt echter niet alleen authentiek door de typische keuze van harmonieën, er zijn ook andere stijlmiddelen die het idioom bepalen. Zo wordt er vaak 'te laat' ingevallen, waardoor een quasi ordeloze indruk ontstaat, maar waardoor ook het gevoel van improvisatie wordt versterkt. Helemaal kunstmatig is dat ook niet: je weet met een primas maar nooit welke kant hij opgaat en daarom wacht de begeleiding een fractie van een seconde voordat hij invalt.
Ook de bas aarzelt soms opzettelijk en glijdt zoekend naar de volgende toon: ook weer een voortreffelijk stijlmiddel om de aandacht op de begeleiding te vestigen.
Belangrijk in het samenspel is ook de kontras, de tweede viool. Soms blijkt er een voorkeur te zijn voor een bovenliggende tweede stem, wat aan de uitvoering een eigen karakter meegeeft.

### Adempauzes
In het kader van het idioom moet er ook iets gezegd worden over het nemen van pauzes in de voordracht. Zigeunerprimassen hebben dit gemeen met de Stehgeiger in een strijkje: ze durven lange adempauzes in hun voordracht te nemen en daarmee een zekere spanning bij hun toehoorders op te roepen. Ze weten precies hoelang die pauzes moeten zijn: iets te kort en de spanning wordt niet voldoende opgebouwd, iets te lang en de aandacht gaat verloren. Het is een stijlmiddel dat minstens zo belangrijk is als de andere kneepjes van hun vak. Het nemen van effectvolle pauzes is kenmerkend voor een goede solist. Zulke pauzes staan in geschreven muziek meestal niet aangegeven en het is daar dat een zigeunerviolist (of cellist of panfluitspeler) een voorsprong heeft op zijn muzieklezende collega's.

### Csardas en sirba
De voorgaande paragrafen gelden voor een langzame melodie. Hierna volgt nog het voorbeeld van snellere muziek, aan de hand van de Hongaarse csardas en Roemeense sirba.
Csardas

In de csardas komen de stijlfiguren terug die hierboven al behandeld zijn. Opvallende kenmerken zijn:
- Er is soms een uitvoerige inleiding die rubato wordt gespeeld, voordat de snelle estam wordt ingezet.
- De versiering van de melodie is zo uitbundig dat de originele melodie erachter schuil dreigt te gaan.
- Ook hier bepaalt het optrekken en variëren van de toonhoogte en het gebruik van kleine glissandi in hoge mate de toon van de voordracht. Door de grotere snelheid van het stuk zijn de variaties echter minder uitgesproken dan in langzame melodieën.
- Bij de herhaling van het refrein wordt een motiefje sterk vertraagd om even later weer opgevoerd te worden tot het oude tempo. Dit is een veelvoorkomend stijlmiddel in de zigeunermuziek. Soms worden extreme vertragingen toegepast, die erg effectief kunnen zijn om de aandacht op de vertolking te vestigen.
- Eenzelfde effect wordt bereikt door pizzicato toe te passen. Bij de herhaling wordt een deel van de melodie in pizzicato uitgevoerd om tegen het eind in arco terug te keren.

Al deze kenmerken zorgen - samen met de ijzersterke estam tussen bas en bratsch - voor een zeer herkenbare zigeunercsardas.
Sirba

Een sirba klinkt weer heel anders maar is evengoed herkenbaar. De melodie wordt vaak begeleid door een tweekwarts-estam van bas en bratsch en tegelijkertijd door een zesachtste ritme van het cimbaal. Dit is typisch Roemeens: het zijn uitgesproken dansritmes.
De begeleidingsfiguurtjes van het cimbaal zijn zeer karakteristiek. Enerzijds zijn ze zo gekozen dat de aanslagen op het cymbaal handig bij elkaar liggen, anderzijds geven de kleine intervallen waar de grondtoon steeds in terugkeert de typische smaak aan deze muziek.
Verder valt een aantal zaken op:
- Er treden verlagingen op die op oosterse invloeden wijzen.
- De lange noten, die naar believen korter of langer gespeeld kunnen worden zolang de begeleiding maar niet op het 'verkeerde been' wordt gezet.
- Allerlei eerdergenoemde stijlkenmerken, zoals het optrekken van de toon en het variëren van de toonhoogte. Vooral in de lange noten is dit variëren van de toonhoogte aantrekkelijk: tezamen met de triolen van het cimbaal geeft dit een effect dat direct als Roemeens herkenbaar is. Zowel een viool als een panfluit kunnen dit effect opwekken, maar vooral bij de panfluit wordt dit in het extreme toegepast door zowel de toonhoogte als de klankkleur door het aanblazen te veranderen, zodat er een zeer karakteristiek geluid wordt opgeroepen.
- In de snelle passages komen weer ritmische variaties en versieringen voor. Opvallend zijn de ritmische accenten die er voortdurend gegeven worden en 'stuiterend' worden gespeeld: het is vaak moeilijk te onderscheiden of ze één, twee of meer keren worden aangeblazen. Ze bepalen in hoge mate de ritmische kwaliteit van de voordracht.

Verder worden er veel korte trillers en voorslagen toegepast, hetgeen ook typerend voor de Roemeense zigeunermuziek is.
In de opnamen van de violist Gregor Serban en de panfluitist Nicolae Pirvu zijn deze stijlmiddelen goed te horen.

## Niet-muzikaal idioom
Een zigeunerorkest is niet alleen aan zijn muzikale idioom te herkennen, maar ook aan een aantal buitenmuzikale kenmerken.

### Kabat
Daar is ten eerste de kleding die gekenmerkt wordt door het bekende rode vest met tressen. Ook kan het gebeuren dat het orkest rode vesten draagt terwijl de primas zich onderscheidt door een afwijkende kleur. De Roemenen kiezen voor geborduurde witte vesten.
Bij zo'n zigeunervest kan een geborduurd hemd met wijde lange mouwen gedragen worden en eventueel een kozakkenbroek, maar een wit overhemd en smokingbroek voldoen ook.
Als een zigeunermuzikant zo is gekleed, is hij 'in kabat', genoemd naar het Hongaarse woord voor 'jas'. Het kabat is een herinnering aan de livrei die muzikanten vroeger aan adellijke hoven droegen. Componist Joseph Haydn droeg zo’n livrei, en van de negentiende-eeuwse primas Bihari is een portret in olieverf overgeleverd, waarop ook hij in livrei is afgebeeld. Het militaire uniform van die dagen heeft invloed op het kabat gehad: de Roma die de verbunkosliederen speelden bij het werven van soldaten kregen vaak een militair kostuum uitgereikt.

### Instrumentvoering
Niet alleen muzikaal maar ook optisch is een zigeunerorkest te herkennen aan zijn instrumenten. Dat geldt natuurlijk voor het cymbaal, dat men in geen ander orkest zal aantreffen, maar het is ook zichtbaar aan de bijzondere houding waarmee de naplukker zijn viool dwars op de schouder zet; op die manier gaat het naplukken veel gemakkelijker. De cello kan lopend bespeeld worden en de bas kan men laten 'dansen' of om zijn as laten wentelen. Ook wordt er voor de grap weleens met twee man op één viool gespeeld.
Verder haalt een primas weleens een stunt uit door een haar uit zijn strijkstok aan de G-snaar te knopen en die met vinger en duim ‘aan te strijken’. Dat levert een eigenaardig en bovenaards geluid op; vooral in combinatie met een doïna is het een geliefd stijlmiddel.

### Leidmotief
Een typisch verschijnsel dat op de grens van het muzikale ligt, is het toekennen van een leidmotief aan bepaalde gasten. Als een primas weet wat de lievelingsmelodie van een stamgast is, zal hij bij het binnenkomen van deze gast dat stuk spelen. Het kan dus gebeuren dat een zigeunerorkest in een restaurant abrupt van melodie verandert: dan komt mijnheer A. binnen, of het echtpaar B. verschijnt. Ook kan het voorkomen dat er ineens een vals akkoord of valse toon gespeeld wordt: dan kan men ervan op aan dat er een bijzonder lelijke vrouw binnengekomen is!
Het verbinden van een melodie met een bepaalde gast gaat terug op historische tijden. In de 19e eeuw had iedere edelman die goede betrekkingen met de zigeunermuziek onderhield zijn eigen herkenningsmelodie, die te zijner ere werd gespeeld als hij ergens binnenkwam.

### Am Tisch
Ten slotte is er het spelen am Tisch. De primas loopt van tafel naar tafel en krijgt verzoeknummers op. Die worden dan ter plaatse uitgevoerd - met het orkest op afstand en de primas aan tafel - en er wordt een sfeer geschapen alsof het hele orkest alleen voor déze tafel speelt. En als er een bijzondere gebeurtenis gevierd moet worden komt het hele orkest om de tafel staan en geeft een 'extra-speciaal' concert.
Deze tafelmuziek gaat terug op een oude traditie. Meer dan tweehonderd jaar geleden speelde de eerste vrouwelijke primas, Panna Czinka, al muziek aan tafel en werd daar extra voor beloond. In later eeuwen werd het am Tisch spelen verfijnd. De viool ontwikkelde zich tot een precisie-instrument dat iedere smaak en iedere stemming nauwkeurig kon peilen en het menselijke contact en de warmte van de zigeunermuziek op de gasten overdroeg. In die traditie heeft zich het spelen am Tisch tot op de dag van vandaag voortgezet.

## Conclusie
Wat maakt nu dat zigeunermuziek klinkt als zigeunermuziek?
- Primair de wijze van voordracht.
- Ten tweede de klankkleur van het orkest, waarin vooral de klank van het cymbaal bepalend is.
- De afwezigheid van slaginstrumenten en koper.
- Het improviserend karakter. Zou men deze muziek opschrijven en van blad reproduceren, dan bleef van de genoemde kwaliteiten weinig over.
- Het repertoire: het eeuwenlang samengaan van volksmuziek met zigeunermuziek heeft gemaakt dat het repertoire en zijn speelwijze optimaal op elkaar afgestemd zijn.